# Halidesmus coccus
Halidesmus coccus is een straalvinnige vissensoort uit de familie van dwergzeebaarzen (Pseudochromidae). De wetenschappelijke naam van de soort is voor het eerst geldig gepubliceerd in 1994 door Winterbottom & Randall.